# Oman lipvis
De Oman lipvis (Bodianus macrognathos) is een soort die behoort tot de familie van de Lipvissen (Labridae) in de orde Baarsachtigen (Perciformes). De soort komt vooral voor in de Arabische Zee. De diepte waarop je deze vis kunt zien is tussen de 3 en de 20 meter. De Oman lipvis leeft solitair op rotsachtige rifvlakken. Hij eet weekdieren en koralen die hij met de grote snijtanden oppakt.